# سناباد خودرو
سناباد خودرو، که در زمینه تولید و مونتاژ خودروهای کمپانی چینی JMC فعالیت می‌کند.

## تاریخچه
شرکت سناباد خودرو، پس از مذاکرات با شرکت خودروسازی JMC و کسب توافقات دو جانبه جهت مونتاژ و تولید بعضی مدل‌های این شرکت در ایران، آموزش عوامل انسانی و پشتیبانی فنی در سال ۱۳۹۷ مجدداً شروع بکار نموده‌است
این شرکت پس از اخذ مجوزهای لازم از وزارت صنایع و معادن عملیات ساخت خطوط مونتاژ و بدنه را در زمینی به مساحت ۲۰۰٬۰۰۰ مترمربع و زیربنای ۵۵٬۰۰۰ مترمربع در کیلومتر ۳۵ جاده مشهد - قوچان در استان خراسان رضوی آغاز کرد، که در سال ۱۳۸۶ این پروژه به اتمام رسید.
سناباد خودرو در تیر ماه ۱۳۸۷ جهت اخذ مجوزهای تولید از مؤسسه استاندارد و تحقیقات صنعتی ایران، وازرت صنایع و معادن و گواهینامه‌های زیست‌محیطی از سازمان محیط زیست، خط تولید خودروی چری کویین را، با تولید سالانه ۱۵٬۰۰۰ دستگاه راه‌اندازی کرد.

## فعالیت
شرکت سناباد خودرو در حال حاضر اقدام به تولید دو مدل خودروی وانتJMC T5 و SUV JMC S350 می‌نماید. ظرفیت تولید فعلی شرکت ۱۵ دستگاه خودرو در روز است و عمق داخلی سازی تولیدات شرکت ۲۵ درصد بوده که فعلاً برنامه‌ای برای افزایش میزان داخلی سازی محصولات وجود ندارد.
بنا به اظهارات مدیران سناباد خودرو این شرکت در حال حاضر دارای ۵۳ نمایندگی رسمی در سراسر کشور است.